# Леніта Тойвакка
Леніта Тойвакка (нар. 28 вересня 1961, Гельсінкі, Фінляндія) — фінська політична діячка. Міністерка зовнішньої торгівлі і європейських справ Фінляндії (2014–2015), міністерка зовнішньої торгівлі і розвитку Фінляндії (2015–2016).

## Життєпис
У 1988 закінчила Гельсінську школу економіки — магістр наук в області економіки.

### Кар'єра
- 1984–1988: стюардеса в авіакомпанії Finnair
- 1991–2005: працює в мережі У K-citymarket
- з 2004: членкиня міської ради Міккелі
- 2007: обрана до Едускунти (парламенту) Фінляндії
- з 2008: членкиня Консультативної ради у справах споживачів
- 2014–2015: міністерка зовнішньої торгівлі і європейських справ Фінляндії в уряді Стубба
- 2015—2016: міністерка зовнішньої торгівлі і розвитку Фінляндії в уряді Сіпіля.